# Мамбурао
Мамбурао — муніципалітет в провінції Західний Міндоро на Філіппінах. Це столиця провінції. За даними перепису 2010 року мав населення 42 975 осіб.
Мамбурао адміністративно поділяється на 15 баранґаїв.